# Ligung Lor
Ligung Lor is een bestuurslaag in het regentschap Majalengka van de provincie West-Java, Indonesië. Ligung Lor telt 3190 inwoners (volkstelling 2010).